# بي أم دبليو زد4 (جي29)
بي أم دبليو زد4 (جي29)) هي سيارة رودستر ذات بابين تنتجها بي إم دبليو. تم تقديمها في 2018 كخليفة لسيارةبي إم دبليو زد 4 (أي 89). تعاد السقف العلوي الناعم إلى السيارات الرياضية من السلسلة زد بهذه السيارة.

## التطوير والإطلاق
تم عرض زد4 (جي29) في Pebble Beach Concours d'Elegance في 23 أغسطس 2018.
وتستند إلى سيارة زد4 (سيارة على الورق) التي تم الكشف عنها قبل عام، وتم تطويرها إلى جانب الجيل الخامس من تويوتا سوبرا بسبب شراكة بي أم دبليو مع تويوتا. يمكن رفع السقف أو خفضه في 10 ثوانٍ بسرعات تصل إلى 50 كيلومتر في الساعة (31 ميل/س). يستخدم نظام تعليق خلفي متعدد الوصلات.

## معدات

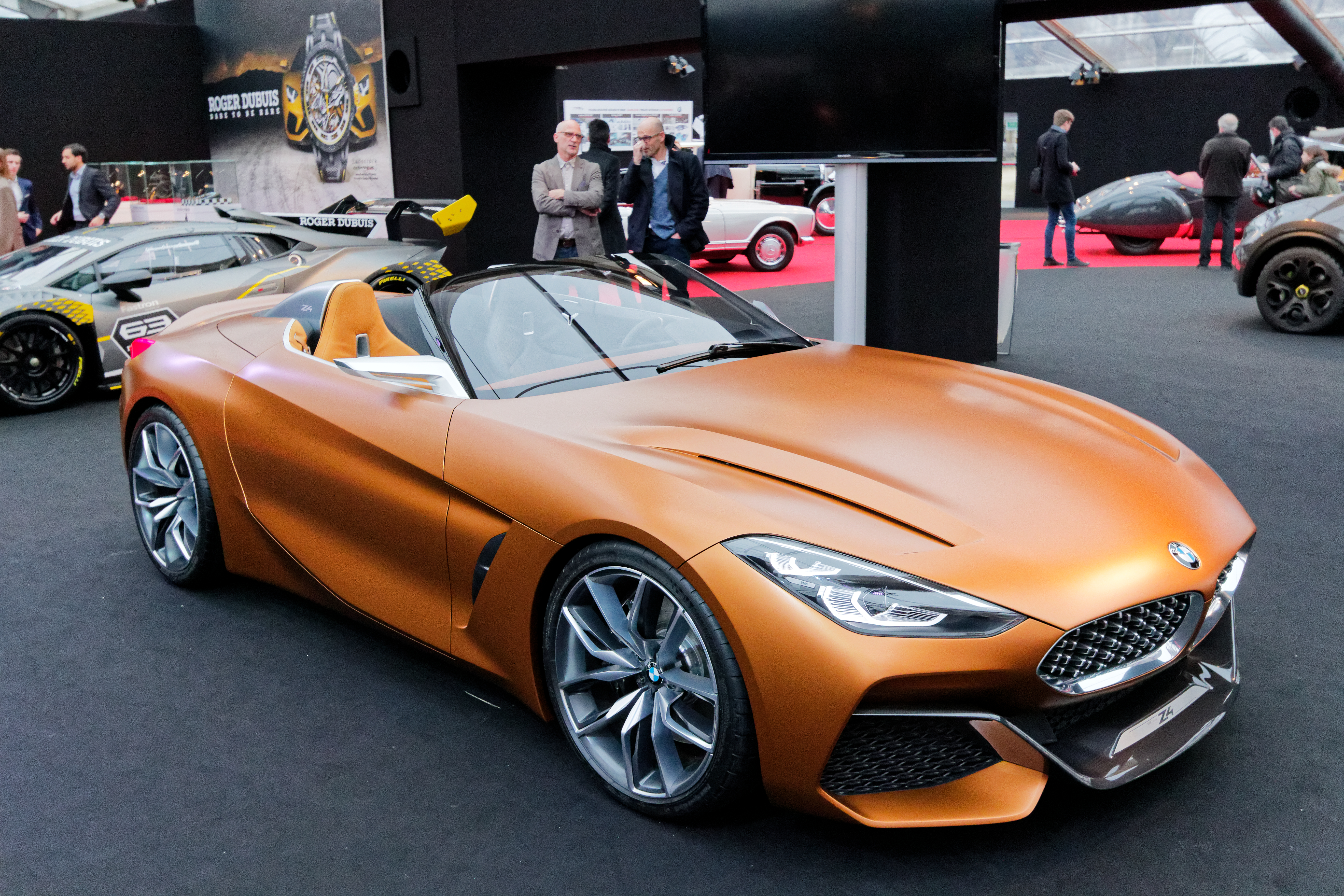
زد4 (2017)

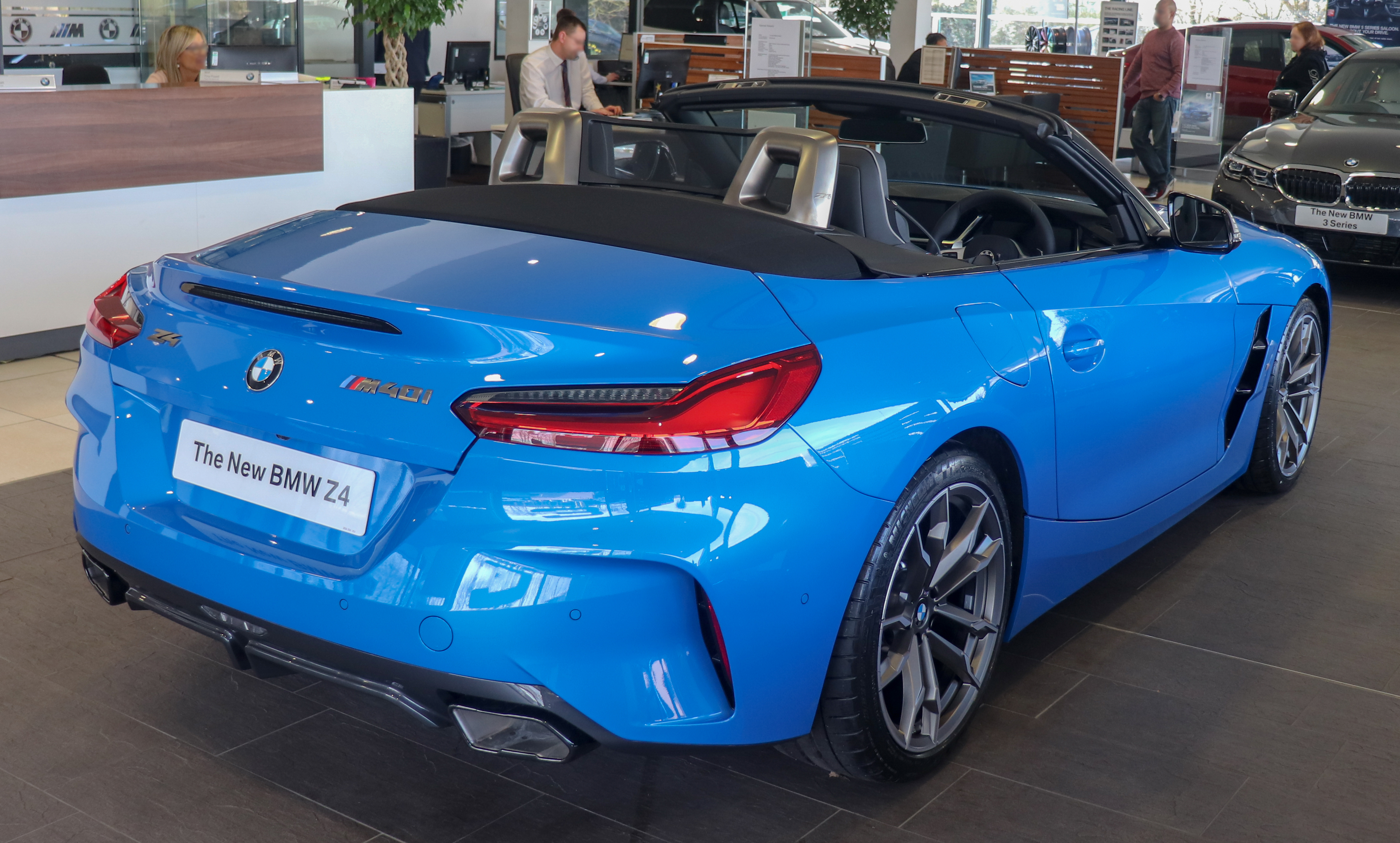
رؤية خلفية

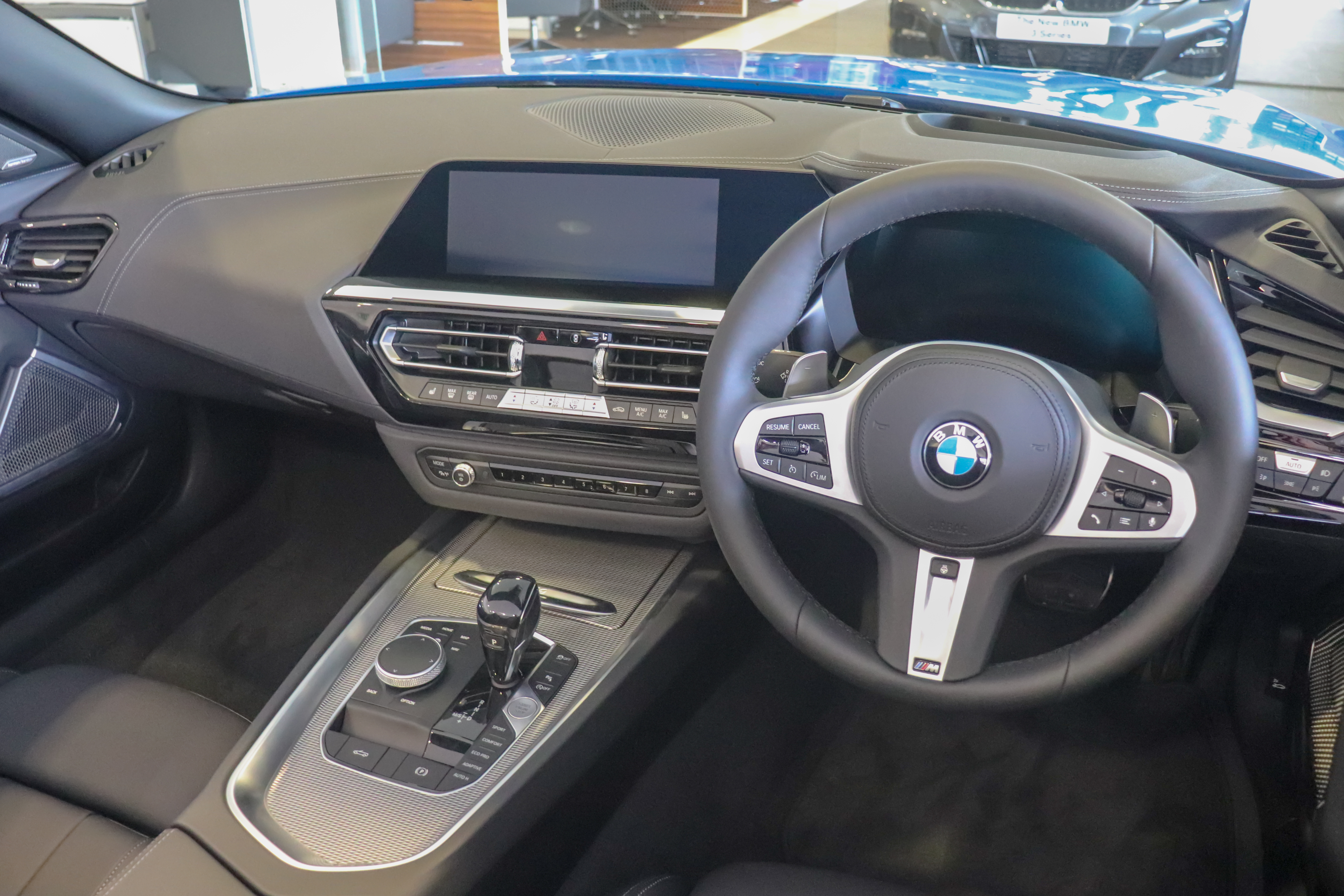
الداخلية

## سلامة
حصلت زد4 2019 على علامة خمس نجوم بشكل عام في اختبار البرنامج الأوروبي لتقييم السيارات الجديدة ‏. قالب:Euro NCAPقالب:Euro NCAP

## الجوائز
- 2019 جي كيو «جائزة أفضل جانب» [6]